# Надзвичайні тілоохоронці
Надзвичайні тілоохоронці (англ. Magnificent Bodyguards) — гонконзький фільм із Джекі Чаном у головній ролі. Вийшов на екрани в 1978 році.

## В ролях
- Джекі Чан — Лорд Тінг Чанг
- Пенг Чен
- Чінг Куо Чунг
- Юень Хсю